# I senza Dio (film 1955)
I senza Dio (A Lawless Street) è un film del 1955 diretto da Joseph H. Lewis.

## Trama
Colorado. Nel piccolo paese di Medicine Bend lo sceriffo Calem Ware (Randolph Scott) fa piazza pulita dei fuorilegge e la sua vita è continuamente in pericolo. La grande stella Tally Dickenson (Angela Lansbury) giunge a Medicine Bend per esibirsi nel nuovo teatro. Rivede Calem, lo sceriffo, nonché suo legittimo marito. La donna lo ha lasciato diversi anni prima, incapace di sopportare l'estrema pericolosità del lavoro dell'uomo. La situazione non è cambiata e quando lo sceriffo viene ferito in una sparatoria i "senza Dio" occupano la città.